# Hŭkkyo-ri
Hŭkkyo-ri är en ort i Nordkorea.   Den ligger i provinsen Norra Hwanghae, i den sydvästra delen av landet, 26 km söder om huvudstaden Pyongyang. Hŭkkyo-ri ligger 18 meter över havet och antalet invånare är 25 437.
Terrängen runt Hŭkkyo-ri är platt. Runt Hŭkkyo-ri är det tätbefolkat, med 266 invånare per kvadratkilometer. Närmaste större samhälle är Songrim, 13,6 km väster om Hŭkkyo-ri. Trakten runt Hŭkkyo-ri består till största delen av jordbruksmark.